# العلاقات البريطانية الميانمارية
العلاقات البريطانية الميانمارية هي العلاقات الثنائية التي تجمع بين المملكة المتحدة وميانمار.

## مقارنة بين البلدين
هذه مقارنة عامة ومرجعية للدولتين:
| وجه المقارنة                                              | المملكة المتحدة                 | ميانمار          |
| --------------------------------------------------------- | ------------------------------- | ---------------- |
| المساحة (كم2)                                             | 242.50 ألف                      | 676.58 ألف       |
| عدد السكان (نسمة)                                         | 66.02 مليون                     | 53.37 مليون      |
| الكثافة السكانية (ن./كم²)                                 | 272.25                          | 78.88            |
| العاصمة                                                   | لندن                            | نايبيداو، يانغون |
| اللغة الرسمية                                             | لغة إنجليزية، اللغة الويلزية    | اللغة البورمية   |
| العملة                                                    | جنيه إسترليني                   | كيات ميانماري    |
| الناتج المحلي الإجمالي (بليون دولار)                      | 2.62 تريليون                    | 69.32 مليار      |
| الناتج المحلي الإجمالي (تعادل القوة الشرائية) بليون دولار | 2.72 تريليون                    | 282.95 مليار     |
| الناتج المحلي الإجمالي الاسمي للفرد دولار أمريكي          | 43.88 ألف                       | 1.16 ألف         |
| الناتج المحلي الإجمالي للفرد دولار أمريكي                 | 40.23 ألف                       |                  |
| مؤشر التنمية البشرية                                      | 0.907                           | 0.536            |
| رمز المكالمات الدولي                                      | +44                             | +95              |
| رمز الإنترنت                                              | .uk، .gb                        | .mm              |
| المنطقة الزمنية                                           | توقيت غرينيتش، توقيت غرب أوروبا | ت ع م+06:30      |

## منظمات دولية مشتركة
يشترك البلدان في عضوية مجموعة من المنظمات الدولية، منها:
| علم المنظمة | اسم المنظمة                        | تاريخ انضمام المملكة المتحدة | تاريخ انضمام ميانمار |
| ----------- | ---------------------------------- | ---------------------------- | -------------------- |
|             | مؤسسة التنمية الدولية              | 24 سبتمبر 1960               | 5 نوفمبر 1962        |
|             | المنظمة الهيدروغرافية الدولية      | ?                            | ?                    |
|             | مؤسسة التمويل الدولية              | 20 يوليو 1956                | 3 ديسمبر 1956        |
|             | منظمة حظر الأسلحة الكيميائية       | ?                            | ?                    |
|             | يونسكو                             | 4 نوفمبر 1946                | 27 يونيو 1949        |
|             | الأمم المتحدة                      | 24 أكتوبر 1945               | 19 أبريل 1948        |
|             | الاتحاد الدولي للاتصالات           | 24 فبراير 1871               | 15 سبتمبر 1937       |
|             | منظمة الشرطة الجنائية الدولية      | ?                            | ?                    |
|             | البنك الدولي للإنشاء والتعمير      | 27 ديسمبر 1945               | 3 يناير 1952         |
|             | الاتحاد البريدي العالمي            | ?                            | ?                    |
|             | وكالة ضمان الاستثمار متعدد الأطراف | 12 أبريل 1988                | 16 ديسمبر 2013       |
|             | بنك التنمية الآسيوي                | 1966                         | 1973                 |
|             | منظمة التجارة العالمية             | 1995                         | ?                    |

## وصلات خارجية
- موقع وزارة الخارجية البريطانية
- موقع وزارة الخارجية الميانمارية